# Максимальный размер оплаты труда
Максимальный размер оплаты труда — установленный законодательно предел значения заработной платы, выплачиваемой работнику. Вместе в с концепцией минимального размера оплаты труда используется для перераспределения богатства в обществе.

## Применимость
Ни в одной из ведущих экономик максимальный размер оплаты труда не установлен, однако во многих странах существует прогрессивный налог.

## Критика
Американский экономист Милтон Фридман указывал на то, что такая политика уменьшает новаторскую инициативу и желание высококвалифицированных работников вступать в борьбу за высокооплачиваемую должность. Уменьшение количества и качества инноваций негативно скажется на экономике, так как новаторство — один из источников экономического роста.
Экономисты австрийской школы считают, что причиной инфляции является не уровень зарплат, а непродуманная монетарная политика.